# Vietnam Institute for Advanced Study in Mathematics
Das Vietnam Institute for Advanced Study in Mathematics (VIASM: Viện nghiên cứu cao cấp về toán) ist ein staatliches Institut für mathematische Grundlagenforschung in Hanoi.

## Geschichte
Das Institut wurde im Dezember 2010 als Teil des "National Program for the Development of Mathematics" gegründet. Die Einweihung erfolgte am 17. Januar 2012.
Die erste Forschergruppe nahm im Februar 2012 ihre Arbeit auf. Wissenschaftlicher Direktor ist Ngo Bao Chau, Professor an der Universität Chicago und Preisträger der Fields-Medaille 2010.

## Arbeitsweise
Das Institut hat keine festangestellten wissenschaftlichen Mitarbeiter, sondern organisiert temporäre Forschergruppen aus Gastforschern und befristet beschäftigten Postdoktoranden, die über einen begrenzten Zeitraum zu bestimmten Themen arbeiten. Weiterhin organisiert es Konferenzen, Workshops, Seminare und Sommerschulen.